# ジャンボ宝くじ

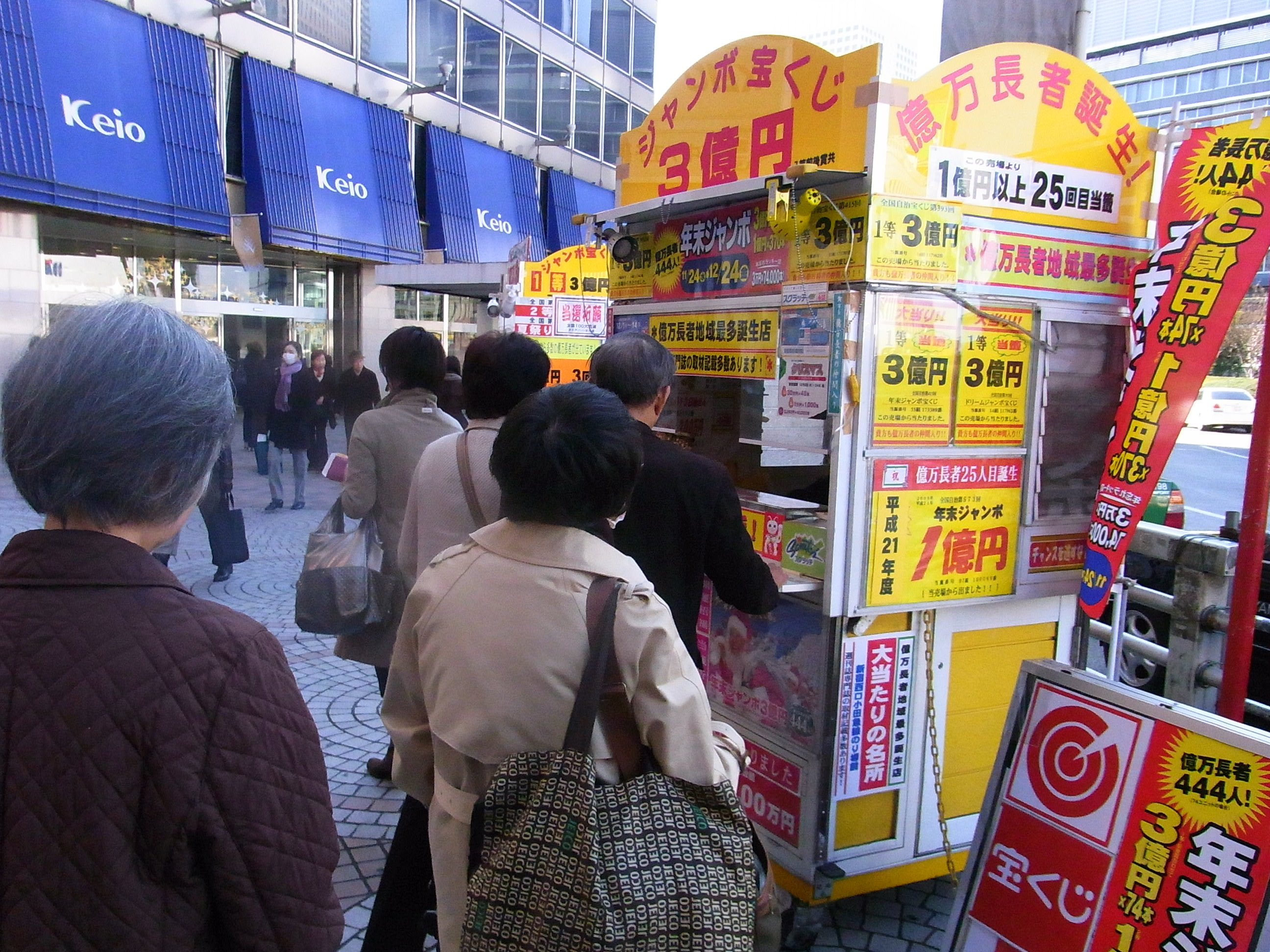
新宿駅西口宝くじ売り場（2010年12月9日撮影）

ジャンボ宝くじ（ジャンボたからくじ）は、日本で販売されている宝くじ（全国自治宝くじ）の一種で、年に数回発売される1等の当せん金総額が超高額な特別くじの名称。「ジャンボ宝くじ」の名称としては1979年よりスタート。

## 概説
1976年12月の第126回全国自治宝くじにおいて、高額の当せん金を多数設定（1等1000万円・40本、1等当せん金総額4億円）した特別くじを販売。
1979年8月の第151回全国自治宝くじを「サマージャンボ宝くじ」、同年11月の第154回全国自治宝くじを「年末ジャンボ宝くじ」として発売して以降「ジャンボ宝くじ」の名称が恒例となる。1枚200円で、1等当せん金は2000万円だった。翌1980年6月、1枚300円・1等3000万円の「ドリームジャンボ宝くじ」が発売開始。これ以降長らく、年3回の発売が恒例化する。
ジャンボ宝くじの全てが、発行枚数を限った（=ユニット数に上限がある）「売り切れ御免」方式である。なお、「サマージャンボ」と「ハロウィン（旧オータム）」ジャンボは市町村振興が目的であるため、政令指定都市は発売主体とならない。これは、“金満”な政令市の「富」を回収し県内の他の自治体に分配する狙いが有り、政令市には大規模災害などの特別な事情が無い限りは市町村振興くじの交付金は支払われない。なお東京都の区部は度重なる地方自治法見直しで、世田谷区のように人口規模が政令市並みであっても多摩地区の一般市に近い扱いとされそもそも宝くじの発売権が無いため、離島を含む都内全域で販売された分の収益は丸々都の収入となり、各区は交付金を受け取ることができる。
ジャンボ宝くじ（特に年末ジャンボ）の発売日には、全国各地の大規模販売所や、小規模ながら大当りがよく出る販売所などで宝くじを求める人々の大行列が起こり、風物詩となっている。

## 販売価格・当せん金・確率設定の変遷
前述のとおり、1枚200円で、1等当せん金は2000万円の設定でスタートした。
「ドリームジャンボ宝くじ」は当初、前後賞合わせて5000万円の当せん金だったが、1985年、規制緩和により、最高賞金額が販売額の20万倍までに拡大され、1等当せん金だけで5000万円・前後賞合わせて7000万円の大幅増となる。1989年年末には1等当せん金6000万円・前後賞4000万円となり、連番購入の場合合計1億円当せんの可能性もある「大台」に突入し話題を集めた。1999年「ドリームジャンボ宝くじ」は1等の当せん金が2億円・前後賞が各5000万円となり、その時期がしばらく続いた。
2012年の「サマージャンボ宝くじ」で1等4億円・前後賞1億円・合わせて5億円と過去最高額とする一方、「ドリームジャンボ宝くじ」では1等1億円・前後賞計1000万円に下げる代わりに1等本数を1ユニット7本と多く設定するなど趣向を持たせている。ただし2014年のドリームジャンボ宝くじは1等が2011年までの1ユニット1本となる代わりに最高が2012年の5倍となる5億5000万円に変更された。
2012年年末には1等4億円・前後賞各1億円合わせて6億円、2013年年末には1等5億円・前後賞各1億円合わせて7億円、2015年年末には1等7億円・前後賞各1億5000万円合わせて10億円。ここでまたも大台を突破した。ただし、2015年年末の1等の当選確率は、前年の半分となる2000万分の1と過去最低を更新している。

## ジャンボ宝くじの一覧
変遷も含め、1年で5種が発売されるのが恒例で、「5大ジャンボ」と呼ばれている。なお、大規模災害発生時は収益の一部を被災地復興支援に充てる目的で発売されることがある。

### 一般的な普通くじ
政令市での売上がそのまま販売された市の勘定になるもの。
- ドリームジャンボ宝くじ - 抽せん日：毎年6月頃（過去は5月に抽せんが行われていた）
- 年末ジャンボ宝くじ - 抽せん日：毎年12月31日
- バレンタインジャンボ宝くじ - 抽せん日：毎年3月（2020年は休売・後述）

### 市町村振興くじ
政令市での売上がその市が属する道府県の勘定になるもの。
- サマージャンボ宝くじ - 抽せん日：毎年8月頃（過去は9月に抽せんが行われていた）
- ハロウィンジャンボ宝くじ - 抽せん日：毎年10月

### 過去に発売されていたもの
- オータムジャンボ宝くじ - 2016年まで。ハロウィンジャンボに模様替え。
- グリーンジャンボ宝くじ - 2017年まで。バレンタインジャンボに模様替え。
- 東京2020協賛ジャンボ宝くじ - 2020年、収益を東京オリンピック・パラリンピックの開催費用の一部にするためバレンタインジャンボ宝くじの時期に開催。

## 抽せん会場・放送
- ドリームジャンボ宝くじ - 抽せん会場：東京か大阪（2023年は宝塚大劇場で、宝塚歌劇団公演出演者に体調不良者が出たため無観客で実施）
- サマージャンボ宝くじ - 抽せん会場：地方開催
- 年末ジャンボ宝くじ - 抽せん会場：東京オペラシティコンサートホールタケミツメモリアル

年末ジャンボ宝くじの抽せん会は、1等の最初の当せん番号が発表されるときに「当せんおめでとう」と書かれた電飾付きの看板]が吊るされ、最後の当選番号発表後、天井からくす玉が割れて祝福していたが、近年はキャノン砲と呼ばれる機械クラッカーを使ったものに代わっている。
抽せん会は、NHKが生中継を行っている。2010年度まではBS2（2011年3月31日閉局）を中心に行っていた（年末ジャンボ宝くじは総合テレビやラジオ第1も同時放送）が、2011年度以降は総合テレビでの放送となっている（年末ジャンボ以外の時間帯は原則として12:38-12:45）。
ただし、あらかじめ収録放送番組の放送が決まって時間変更のできない時、特設ニュースなど番組編成上の都合で総合テレビでの放送ができないときはNHK BSで代替放送される（時間帯は原則として12:35-12:45）。まれに注目の高い全国通常宝くじの抽せん会の模様が放送されることもある（過去に阪神淡路大震災復興宝くじの抽せん会の模様が1995年に放送された）。

## 抽せんプレゼンター・抽せん会後のアトラクション
どのジャンボ宝くじにも抽せん会後にはアトラクションと称するイベントが開催される。しかし近年では抽せん観覧条件が18歳以上に限られており、非常に厳しくなっている。
- ドリームジャンボ宝くじ - プレゼンター：抽選日に同所にて公演を行なっている宝塚歌劇団の男役娘役トップ
  - アトラクション：プレゼンターが出演する宝塚歌劇公演
- サマージャンボ宝くじ - プレゼンター：歌手、タレント1名
  - アトラクション：プレゼンターが出演するコンサート、ショー
- 年末ジャンボ宝くじ - - プレゼンター：歌手、タレント1名～4名（登場しない場合もあり）
  - アトラクション：プレゼンターが出演するコンサート、ショー

## 発売実績
（いずれも2005年度）
- 発売枚数 約15億4352万枚
- 発売額 約4630億円

## イメージキャラクター
- 1996年 - 2006年グリーンジャンボ、2015年年末ジャンボ - 2016年グリーンジャンボ：宝ジョージ（所ジョージ）
- 2006年ドリームジャンボ - 2007年グリーンジャンボ：井川遥、宮川大助・花子
- 2007年ドリームジャンボ - 2010年グリーンジャンボ：西田夢蔵（西田敏行）、西田小夢蔵（上島竜兵）[注 4]
- 2007年年末ジャンボ：西田夢蔵（西田敏行）、小林幸子
- 2009年サマージャンボ：西田夢蔵（西田敏行）、上野由岐子
- 2009年年末ジャンボ：西田夢蔵（西田敏行）、柳原可奈子
- 2010年ドリームジャンボ&ミリオンドリーム：宝勝豊（西田敏行）、奥方（高島礼子）
- 2010年サマージャンボ - 2011年年末ジャンボ：西田敏行、オードリー
- 2012年グリーンジャンボ - 2014年グリーンジャンボ：木村拓哉（SMAP）
- 2012年ドリームジャンボ：木村拓哉（SMAP）、仲里依紗
- 2012年サマージャンボ：木村拓哉（SMAP）、ジミー大西
- 2013年オータムジャンボ：木村拓哉（SMAP）、山田花子
- 2013年年末ジャンボ：木村拓哉（SMAP）クリス松村、壇蜜、渡哲也
- 2014年ドリームジャンボ - 2016年グリーンジャンボ：米倉涼子、原田泰造
- 2014年オータムジャンボ：米倉涼子、原田泰造、佐野岳
- 2014年年末ジャンボ：米倉涼子、原田泰造、大久保佳代子、織田信成
- 2015年ドリームジャンボ：米倉涼子、原田泰造、武井壮
- 2015年サマージャンボ：米倉涼子、原田泰造、要潤
- 2016年ドリームジャンボ - 2017年グリーンジャンボ：綾野剛、井川遥、所ジョージ
- 2017年ドリームジャンボ：役所広司、島崎遥香、紅ゆずる
- 2017年サマージャンボ：役所広司、島崎遥香、鈴木奈々
- 2017年ハロウィンジャンボ：役所広司、島崎遥香、オラキオ、長友光弘、ももいろクローバーZ
- 2017年年末ジャンボ：役所広司、島崎遥香、平野ノラ、筧美和子
- 2018年バレンタインジャンボ：役所広司、島崎遥香、Every Little Thing
- 2018年ドリームジャンボ：役所広司、新川優愛、福岡堅樹、立川理道、田村優
- 2018年サマージャンボ：役所広司、新川優愛、TRF
- 2018年年末ジャンボ：役所広司、新川優愛、バイきんぐ、ブルゾンちえみ
- 2019年ドリームジャンボ：笑福亭鶴瓶、佐藤健
- 2019年年末ジャンボ：笑福亭鶴瓶、佐藤健、西野七瀬（乃木坂46）、片桐仁
- 2020年東京2020協賛ジャンボ：笑福亭鶴瓶、佐藤健、北島康介、潮田玲子、SHELLY
- 2020年ドリームジャンボ：妻夫木聡、吉岡里帆、成田凌、矢本悠馬、今田美桜
- 2021年サマージャンボ：妻夫木聡、吉岡里帆、成田凌、矢本悠馬、今田美桜、兼近大樹
- 2021年年末ジャンボ：妻夫木聡、吉岡里帆、成田凌、矢本悠馬、今田美桜、シソンヌ
- 2024年バレンタインジャンボ：妻夫木聡、吉岡里帆、成田凌、矢本悠馬、今田美桜、ナダル
- 2024年ハロウィンジャンボ ：妻夫木聡、今田美桜、笑い飯
- 2024年年末ジャンボ：妻夫木聡、吉岡里帆、成田凌、矢本悠馬、今田美桜、細川たかし、ジェラードン、錦鯉

## ジャンボ宝くじと同時発売される低当せん金の宝くじ
2008年のドリームジャンボ発売時に、ジャンボ宝くじ30周年を記念して、1等当せん金を100万円とした「ミリオンドリーム」が発売された。
2010年にはサマージャンボ発売時に1等当せん金を1000万円とした「1000万サマー」が発売された。
2012年からは1等を10万円とした「ドリーム10 (テン)」が発売された。

### ドリームジャンボと同時発売
- 2008年 - 2010年：「ミリオンドリーム」 1等100万円（1等の抽せん数字は下4桁1本）
- 2011年は同時発売ではないが、ドリームジャンボ発売前の期間で「ミリオン」（1等100万円）が発売された。
- 2012年 - 2013年：「ドリーム10」 1等10万円（1等の抽せん数字は下3桁1本）
- 2014年：「ドリームジャンボミニ」 1等5000万円（1等の抽せん数字は組下1桁1本）
- 2015年 - 2016年：「ドリームジャンボミニ」 1等7000万円（1等の抽せん数字は組下1桁1本）
- 2017年：「ドリームジャンボミニ」　1等1億円（1等の抽せん数字は3本）
- 2018年 - 2019年：「ドリームジャンボミニ」　1等3000万円（1等の抽せん数字は5本、前後賞1000万円つき）
- 2020年：「ドリームジャンボミニ」　1等1000万円（1等の抽せん数字は組下1桁1本）
- 2021年 - 2023年：「ドリームジャンボミニ」　1等3000万円（1等の抽せん数字は4本、前後賞1000万円つき）
- 2024年 - 2025年：「ドリームジャンボミニ」　1等3000万円（1等の抽せん数字は10本、前後賞1000万円つき）

### サマージャンボと同時発売
これらもサマージャンボと同様に市町村振興が目的のため、政令指定都市は発売元とならない。
- 2010年：「1000万サマー」 1等1000万円（1等の抽せん数字は各組共通1本、前後賞レジャーチケット10万円分つき）
- 2011年 - 2013年：「2000万サマー」 1等2000万円（1等の抽せん数字は組下1桁5本、前後賞10万円つき）
- 2014年：「サマージャンボミニ」 1等6000万円（1等の抽せん数字は組下1桁1本）
- 2015年 - 2016年：「サマージャンボミニ」 1等7000万円（1等の抽せん数字は組下1桁1本）
- 2017年：「サマージャンボミニ」　1等1億円（1等の抽せん数字は5本）
- 2017年：「サマージャンボプチ」　1等100万円（1等の抽せん数字は下4桁1本）
- 2018年：「サマージャンボミニ」　1等5000万円（1等の抽選数字は5本、前後賞1000万円つき）
- 2019年：「サマージャンボミニ」　1等3000万円（1等の抽選数字は5本、前後賞1000万円つき）
- 2020年：「サマージャンボミニ」　1等1000万円（1等の抽せん数字は組下1桁1本）
- 2021年：「サマージャンボミニ」　1等3000万円（1等の抽せん数字は4本、前後賞1000万円つき）
- 2022年：「サマージャンボミニ」　1等3000万円（1等の抽せん数字は4本）
- 2023年：「サマージャンボミニ」　1等3000万円（1等の抽せん数字は4本、前後賞1000万円つき）
- 2024年 - 2025年：「サマージャンボミニ」　1等3000万円（1等の抽せん数字は10本、前後賞1000万円つき）

### オータム→ハロウィンジャンボと同時発売
- 2017年：「ハロウィンジャンボミニ」　1等3000万円（1等の抽せん数字は組下1桁1本、前後賞1000万円つき）
- 2018年：「ハロウィンジャンボミニ」　1等3000万円（1等の抽選数字は5本、前後賞1000万円つき）
- 2019年：「ハロウィンジャンボミニ」　1等2000万円（1等の抽選数字は4本、前後賞500万円つき）
- 2020年：「ハロウィンジャンボミニ」　1等1000万円（1等の抽せん数字は組下1桁1本）
- 2021年 - 2022年：「ハロウィンジャンボミニ」　1等3000万円（1等の抽選数字は4本、前後賞1000万円つき）
- 2023年 - 2024年：「ハロウィンジャンボミニ」　1等3000万円（1等の抽選数字は10本、前後賞1000万円つき）

### 年末ジャンボと同時発売
- 2013年 - 2015年：「年末ジャンボミニ」　1等7000万円（1等の抽せん数字は組下1桁1本）[5]
- 2016年：「年末ジャンボミニ」　1等1億円（1等の抽せん数字は7本）
- 2016年：「年末ジャンボプチ」　1等1000万円（1等の抽せん数字は各組共通1本）[注 5]
- 2017年：「年末ジャンボミニ」　1等5000万円（1等の抽せん数字は7本、前後賞1000万円つき）
- 2017年：「年末ジャンボプチ」　1等700万円（1等の抽せん数字は各組共通1本）
- 2018年：「年末ジャンボミニ」　1等3000万円（1等の抽選数字は5本、前後賞1000万円つき）
- 2018年：「年末ジャンボプチ」　1等1000万円（1等の抽選数字は各組共通1本）
- 2019年 - 2022年：「年末ジャンボミニ」　1等3000万円（1等の抽選数字は4本、前後賞1000万円つき）
- 2023年 - 2024年：「年末ジャンボミニ」　1等3000万円（1等の抽選数字は10本、前後賞1000万円つき）

### グリーン→バレンタインジャンボと同時発売
- 2017年：「グリーンジャンボミニ」　1等5000万円（1等の抽せん数字は組下1桁1本）
- 2018年 - 2019年：「バレンタインジャンボミニ」　1等2000万円（1等の抽せん数字は5本、前後賞500万円つき）
- 2020年：「東京2020協賛ジャンボミニ」（バレンタインジャンボに代わる）　1等2000万円（1等の抽せん数字は5本、前後賞500万円つき）
- 2021年 - 2023年：「バレンタインジャンボミニ」　1等2000万円（1等の抽せん数字は5本、前後賞500万円つき）
- 2024年 - 2025年：「バレンタインジャンボミニ」　1等2000万円（1等の抽選数字は10本、前後賞500万円つき）

## ジャンボ宝くじに関する事故
- 「ジャンボ」の名称が付く前の1976年（昭和51年）12月21日、1等1000万円の特別くじ発売の際に、東京・後楽園球場特設売場を始めとして全国各地の売場に群集が殺到。冬場に早朝まで長時間並んだことによる疲労も加わり、松本市と福岡市で各1名が死亡し、40名以上が負傷した[6]。松本市での死者の死因は脳溢血である。この事故を受けて、1977年から1995年まで発売は往復はがきによる事前予約制に変更された[6]。